# Ercé
Ercé település Franciaországban, Ariège megyében. Lakosainak száma 580 fő (2022. január 1.). Ercé Aleu, Aulus-les-Bains, Biert, Massat, Oust, Le Port, Soulan és Ustou községekkel határos.

## Népesség
A település népessége az elmúlt években az alábbi módon változott:
| Lakosok száma | 1012 | 750  | 566  | 529  | 543  | 531  | 539  | 562  | 569  | 580  |
|               | 1968 | 1982 | 1990 | 2006 | 2013 | 2015 | 2017 | 2019 | 2020 | 2022 |